# نویبع
نویبع نام شهر و شهرستانی در استان جنوب سیناء مصر است.